# Mesoleius
Mesoleius är ett släkte av steklar som beskrevs av Holmgren 1857. Mesoleius ingår i familjen brokparasitsteklar.

## Bildgalleri

## Dottertaxa tillMesoleius, i alfabetisk ordning[1][2]
- Mesoleius abbreviatus
- Mesoleius abdominalis
- Mesoleius aceris
- Mesoleius admirabilis
- Mesoleius aequabilis
- Mesoleius affinis
- Mesoleius agilis
- Mesoleius albopictus
- Mesoleius albotibialis
- Mesoleius alekhinoi
- Mesoleius altalpinus
- Mesoleius altissimus
- Mesoleius amabilis
- Mesoleius analis
- Mesoleius annulatus
- Mesoleius antennator
- Mesoleius ardonator
- Mesoleius arduus
- Mesoleius armillatorius
- Mesoleius articularis
- Mesoleius assiduus
- Mesoleius ater
- Mesoleius atratus
- Mesoleius audax
- Mesoleius aulicus
- Mesoleius autumnalis
- Mesoleius axillaris
- Mesoleius balearicus
- Mesoleius bipunctatus
- Mesoleius bisignatus
- Mesoleius brachyacanthus
- Mesoleius breviformis
- Mesoleius brevipalpis
- Mesoleius brevis
- Mesoleius caninae
- Mesoleius castaneus
- Mesoleius chicoutimiensis
- Mesoleius cingulatus
- Mesoleius clypearis
- Mesoleius clypeator
- Mesoleius cognatus
- Mesoleius comeaui
- Mesoleius conformus
- Mesoleius contractus
- Mesoleius coriaceus
- Mesoleius cressoni
- Mesoleius dubitator
- Mesoleius dubius
- Mesoleius dudinka
- Mesoleius dumeticola
- Mesoleius efferus
- Mesoleius ephippium
- Mesoleius euphrosyne
- Mesoleius excavatus
- Mesoleius exsculptus
- Mesoleius facialis
- Mesoleius faciator
- Mesoleius filicornis
- Mesoleius flavipes
- Mesoleius flavoguttatus
- Mesoleius frenalis
- Mesoleius frigidor
- Mesoleius frigidus
- Mesoleius frontatus
- Mesoleius fulvator
- Mesoleius furax
- Mesoleius fuscipes
- Mesoleius fuscotrochanteratus
- Mesoleius gelidor
- Mesoleius geniculatus
- Mesoleius granulosus
- Mesoleius groenlandicus
- Mesoleius grossulariae
- Mesoleius hamulator
- Mesoleius hirtus
- Mesoleius hypoleucus
- Mesoleius immarginatus
- Mesoleius implicator
- Mesoleius incisus
- Mesoleius infuscator
- Mesoleius insidiosus
- Mesoleius insularis
- Mesoleius integrator
- Mesoleius intermedius
- Mesoleius irkutensis
- Mesoleius juvenilis
- Mesoleius khasura
- Mesoleius kiruna
- Mesoleius kola
- Mesoleius lapponator
- Mesoleius laricis
- Mesoleius latipes
- Mesoleius lautaretor
- Mesoleius leucomelas
- Mesoleius lindemansi
- Mesoleius londoko
- Mesoleius lunaris
- Mesoleius maculator
- Mesoleius maculatus
- Mesoleius melanius
- Mesoleius melanoleucus
- Mesoleius melanurus
- Mesoleius mica
- Mesoleius minor
- Mesoleius mixticolor
- Mesoleius mollator
- Mesoleius montegratus
- Mesoleius nigrans
- Mesoleius nigromica
- Mesoleius nigropalpis
- Mesoleius nimis
- Mesoleius nivalis
- Mesoleius notator
- Mesoleius obliquus
- Mesoleius obtusator
- Mesoleius omolon
- Mesoleius opticus
- Mesoleius palmeni
- Mesoleius parumpictus
- Mesoleius parvus
- Mesoleius perbellus
- Mesoleius peronatus
- Mesoleius pertaesor
- Mesoleius pertinax
- Mesoleius phyllotomae
- Mesoleius picticoxa
- Mesoleius pictus
- Mesoleius placidus
- Mesoleius pulchranotus
- Mesoleius pusio
- Mesoleius pyriformis
- Mesoleius robustus
- Mesoleius roepkei
- Mesoleius ruficollis
- Mesoleius rufopectus
- Mesoleius rugipleuris
- Mesoleius saami
- Mesoleius scutellaris
- Mesoleius seida
- Mesoleius sobicola
- Mesoleius spoliatus
- Mesoleius stejnegeri
- Mesoleius stenostigma
- Mesoleius strobli
- Mesoleius styriacus
- Mesoleius subcoriaceus
- Mesoleius submarginatus
- Mesoleius subroseus
- Mesoleius tarsalis
- Mesoleius tasarensis
- Mesoleius tegulator
- Mesoleius tenthredinis
- Mesoleius terpeji
- Mesoleius thuringiacus
- Mesoleius tibialis
- Mesoleius tibiator
- Mesoleius tinctor
- Mesoleius titarensis
- Mesoleius tixi
- Mesoleius tolmachevi
- Mesoleius tornei
- Mesoleius torpescor
- Mesoleius tricoloripes
- Mesoleius trochanteratus
- Mesoleius urbanus
- Mesoleius ussuriensis
- Mesoleius varicoxa